# Thao Tắc
Thao Tắc (chữ Hán: 韬塞, tiếng Mãn: ᡨᠣᠣᠰᡝ, Möllendorff: Toose, Abkai: Touse, 1639 – 1695), Ái Tân Giác La, là Hoàng tử thứ 10 của Thanh Thái Tông Hoàng Thái Cực.

## Cuộc đời
Thao Tắc sinh vào giờ Tuất, ngày 8 tháng 2 (âm lịch), năm Sùng Đức thứ 4 (1639). Sinh mẫu của ông là một Thứ phi không rõ họ của Hoàng Thái Cực. Thông tin duy nhất về Thứ phi cũng có sự mâu thuẫn giữa các ghi chép khi gia phả của Ái Tân Giác La chép rằng bà là con gái của Bái Hữu (拜佑), tuy nhiên nhà sử học Đỗ Gia Ký lại chép rằng cha bà là Bái Hỗ (拜祜).
Từ sớm, Thao Tắc được phong làm Tam đẳng Trấn quốc Tướng quân (三等鎭国将军). Đến năm Khang Hi thứ 8 (1669) thì ông được tiến phong Phụ quốc công (辅国公). Giờ Mẹo ngày 9 tháng 2 (âm lịch) năm Khang Hi thứ 34 (1695), ông qua đời, hưởng thọ 57 tuổi.

## Gia quyến
- Nguyên phối: Nạp Lạt thị (纳喇氏), con gái Khinh xa Đô uý Bác Nhĩ Hách Đồ (博尔赫图).
- Kế thất: Nạp Lạt thị (纳喇氏), con gái Nhị đẳng Thị vệ Ba Cáp Tháp (巴哈塔).
- Tam kế thất: Hòa Nhĩ thị (和尔氏), con gái Nhất đẳng Khinh xa Đô úy Đồ Lãi (尉图)
- Thứ thiếp: Vương thị (王氏), con gái Vương Chi Quý (王之贵).

### Con trai
Thao Tắc có tất cả 12 người con trai nhưng chỉ có 4 người con sống đến tuổi trưởng thành. Cả 3 người con của nguyên phối Nạp Lạt thị và 5 trong số 7 người con của kế thất thứ hai là Hòa Nhĩ thị đều chết yểu. Chỉ còn:
- Con trai thứ 4: Dung Cát (容吉, 1669 – 1709), mẹ là Kế Phúc tấn Nạp Lạt thị. Được phong Tam đẳng Trấn quốc Tướng quân (1683), thụ Tán trật Đại thần (1691), Đầu đẳng Thị vệ (1699). Năm 1704 bị cách chức Thị vệ và Trấn quốc Tướng quân. Có năm con trai.[5]
- Con trai thứ 5: Dụ Đức (諭德, 1672 – 1745), mẹ là Thứ thiếp Vương thị. Năm 1698, ông được phong Tam đẳng Thị vệ (1698), nhưng bị cách tước chỉ 1 năm sau đó. Năm 1736, ông được lệnh tra xét những hậu duệ không được tập tước của Nỗ Nhĩ Cáp Xích và Hoàng Thái Cực, đồng thời được đặc cách phong làm Phụng ân Tướng quân (奉恩將軍). Có hai con trai.[6]
- Con trai thứ 7: Anh Kỳ (英奇, 1678 – 1721), mẹ là Kế Phúc tấn Hòa Nhĩ thị. Có hai con trai.[7]
- Con trai thứ 9: Vụ Khải Đồ (務啓圖, 1684 – 1698), mẹ là Kế Phúc tấn Hòa Nhĩ thị. Được phong Tam đẳng Trấn quốc Tướng quân (1695). Năm 1698 vì bị thân mẫu tố cáo bất hiếu mà bị xử tử.[8]

Tước vị của Dụ Đức được thừa kế đến đời cháu thứ 4 của Thao Tắc, cùng thế hệ với Gia Khánh, thì dừng vì không có con trai tập tước. Còn lại các chi hệ hậu duệ khác của Thao Tắc đều không được phong tước vị gì.